# Manning-Kamna Farm
Koordinaten: 45° 33′ 1″ N, 122° 58′ 45″ W

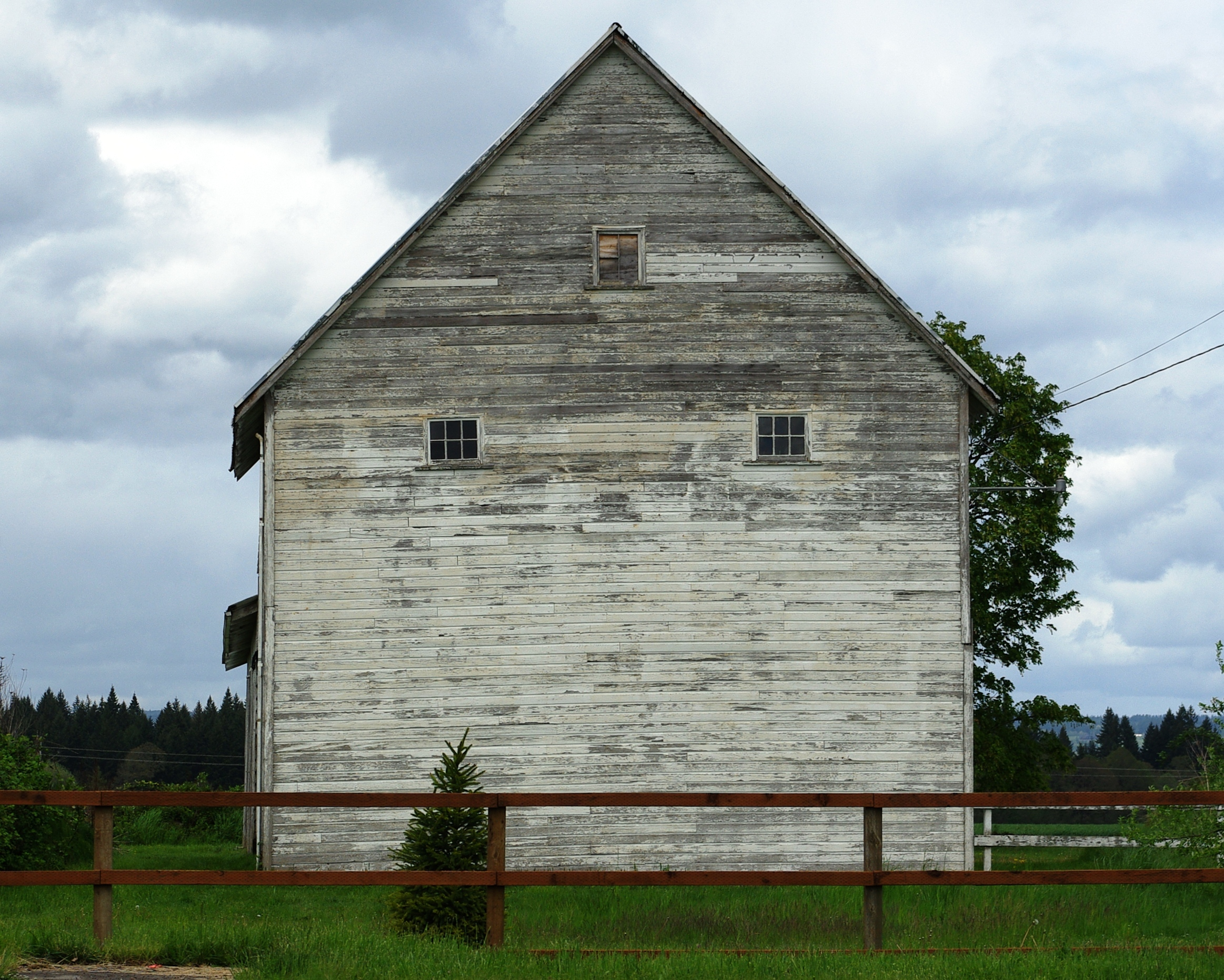
Scheune im Jahr 2009

Die Manning-Kamna Farm ist eine private Farm in der Nähe von Hillsboro im Washington County, Oregon in den Vereinigten Staaten. Sie wurde in den 1850er Jahren besiedelt, und zehn Bauwerke aus der Zeit zwischen 1883 und 1930 stehen noch, darunter das Farmhaus mit den kreuzartig angeordneten Flügeln. Diese zehn Bauwerke wurden 2007 als Beispiel einer Farm aus der Zeit der Wende vom 19. zum 20. Jahrhundert in der Region in das National Register of Historic Places aufgenommen. Bis in die 1950er Jahre hinein wurde die Farm zur Aufzucht von Saatgut genutzt, darunter Lolch und Wicken. Zu den beitragenden Bauten gehören eine Scheune, Räucherhaus, Brunnenhaus, ein Holzschuppen und ein Toilettenhäuschen.

## Geschichte
Der Betrieb der Farm begann 1851, als Carlos Dudley Wilcox und seine Frau Elizabeth einen Donation Land Claim auf den Tualatin Plains im Washington County, Oregon geltend machten. Carlos war 1847 mit seinen Eltern in das Oregon Country eingewandert und hatte am 3. Juli 1851 die fünfzehnjährige Elizabeth Scoggin geheiratet. Auf der zunächst 640 Acre großen Farm bekam das Paar fünf Kinder. 1857 verkaufte Carlos 62 Acre seines Landes. Als sich das Ehepaar 1872 scheiden ließ, erhielt Elizabeth den südlichen Teil und Carlos den nördlichen Teil. Von seinem Anteil verkaufte er 1874 die Hälfte.
Elizabeth verheiratete sich am 29. Januar 1874 erneut, mit dem 1836 in New York geborenen Louis Manning. Dieser hatte zuvor in Kansas, Ohio, Colorado und im östlichen Oregon gelebt, bevor er sich im Washington County niederließ. Auf den 320&Acre von Elizabeth zogen die beiden die Kinder aus Elizabeths erster Ehe groß und bauten verschiedene landwirtschaftliche Erzeugnisse an. Zwischen 1876 und 1883 errichteten sie ein neues Farmhaus. Anfang der 1880er Jahre bauten die Mannings auch eine zweistöckige Scheune auf dem Anwesen.
Herman Kamna (1870–1924) aus Bassen, damals in der Provinz Hannover, heute in Niedersachsen, kam mit seiner Familie als Einwanderer 1886 in das Washington County. Er heiratete am 14. Februar 1900 Anna Rehse, und im Juni 1903 kaufte das Ehepaar 175 Acre Land von den Mannings. Die Mannings behielten auf Lebenszeit ein kleines Stück ihrer Farm, einschließlich des Farmhauses, zum Leben und blieben hier wohnen bis nach dem Tod von Louis (1910) und Elizabeth (1916). Die Kamnas bezogen dann das Farmhaus.
Die Kamnas hatten vier Kinder, doch eines starb durch einen Unfall auf der Farm im Alter von drei Jahren. Ein Sohn übernahm die Landwirtschaft. Anfang der 1900er Jahre hatten sie einige andere neue Gebäude auf dem Gelände errichtet, darunter ein Schuppen, Toilettenhäuschen, Pumpenhaus, Hühnerstall, Räucherhaus, und zwei Schuppen zum Lagern von Kartoffeln und Konserven. Um 1910 baute die Familie einen Anbau an die Scheune, dem um 1920 eine zweite Erweiterung folgte. Das letzte errichtete Gebäude war in den 1920er Jahren eine Garage. In den 1920er Jahren sorgte die Familie im Farmhaus für eine Wasserinstallation und wandelte zwei der Veranden in Räume um. Die Kamnas bauten bis in die 1950er Jahre hinein Hafer, Schwingel, Lolch, Wicken, und Klee auf der Farm an und verwendeten die Scheune zum Sortieren und zum Verpacken der Saatgüter. Das Anwesen wurde am 10. Oktober 2007 in das National Register of Historic Places aufgenommen. Zu diesem Zeitpunkt war es nicht mehr im Besitz der Familie Kamna.

## Farmhaus

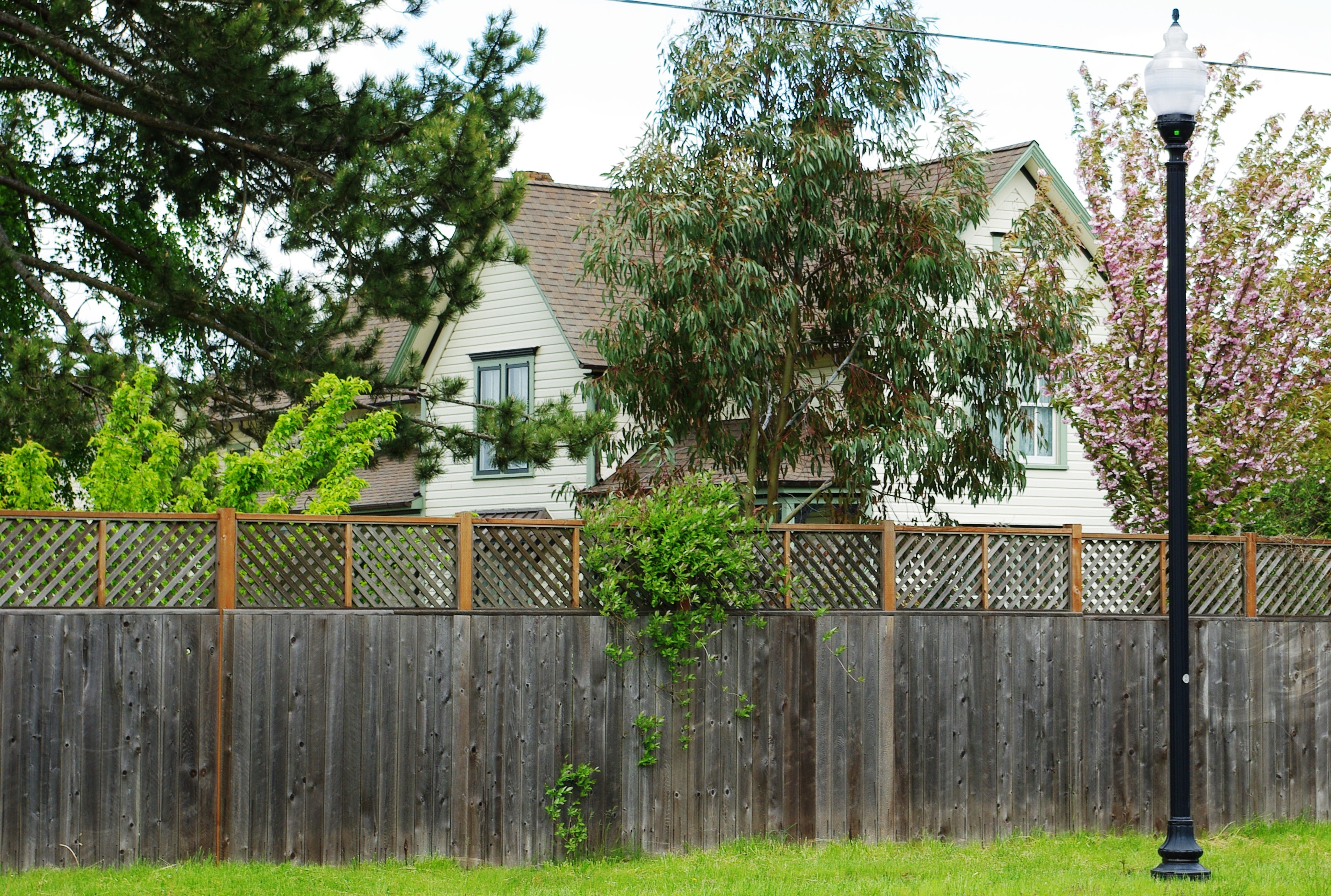
Das Farmhaus im Jahr 2009

An der nach Nordwesten liegenden Seite der Kreuzung von Evergreen Road und Jackson School Road gelegen, befindet sich die Manning-Kamna Farm auf der gegenüberliegenden Straßenseite zur Stadt Hillsboro. Das größte und älteste Gebäude auf dem Grundstück ist das Wohnhaus. Es wurde frühestens 1876 und spätestens 1883 erbaut. Es hat eineinhalb Stockwerke, verfügt über einen kreuzförmigen Grundriss und ist im spätviktorianischen Stil erbaut. Das Farmhaus ist ein giebelständiges Gebäude mit Walmdach über den vier Veranden an den Ecken. Es ist in Holzständerbauweise errichtet, doch das Fundament aus Beton wurde 2006 hinzugefügt. Als Baumaterial wurden Douglasien verwendet, das Dach ist ein Schindeldach aus einem Mischmaterial.
Zu den Details des Hauses gehören die doppelten Aufschiebefenster, zwei Schornsteine, sieben Türen und ein Laufsteg, der das Haus mit dem benachbarten Schuppen verbindet. Die Schornsteine haben Konsolen und die gedrechselten Säulen, die das Dach der Veranden tragen, sind an der Traufe mit dreieckigen hölzernen Winkeln versehen. Im Innern liegen im Erdgeschoss die Küche, der Wäscheraum, ein Badezimmer, Esszimmer, Wohnzimmer, Foyer und Hausgang sowie ein Raum mit einem Rumford-Herd. Im zweiten Stock sind Badezimmer, Nähzimmer und drei Schlafzimmer.

## Nebengebäude
Auf dem Gelände der Farm gibt es neun andere Gebäude, die in einem rechteckigen Muster angeordnet sind. Das Farmhaus steht im Zentrum, die Scheune im Westen und das Toilettenhäuschen im Osten. Die ursprüngliche, zweistöckige Scheune ist das älteste und größte dieser noch vorhandenen Nebengebäude. Das mit handbehauenen Pfosten errichtete Gebäude ist 35 Fuß (10,5 m) breit und 70 Fuß (21 m). Die Fassade ist aus weißen Schiffsplanken gefertigt. Es bildet mit den beiden neueren Scheunen ein einziges verbundenes Gebäude. Diese beiden Anbauten haben nur ein Stockwerk, wobei der in der Mitte stehende Teil 20 Fuß × 30 Fuß (6 m × 9 m) misst und der nördlichere 20 Fuß × 20 Fuß (6 m × 6 m) misst. Die Fassade des um 1910 errichteten Mittelteiles besteht aus verputzten Holztafeln, und am um 1920 gebauten Schlussteils wurden tongue and groove verwendet. Die Scheunen dienten der Verarbeitung des auf der Farm gezüchteten Saatgutes.
Mit dem Wohnhaus verbunden ist der früher einstöckige Schuppen, der ein Satteldach hat. Der von der Familie Kamna Anfang der 1900er Jahre gebaute Schuppen wurde in den 1970er Jahren ausgebaut und in einen Wohnraum mit Halbbad umgewandelt. Der um 1920 entstandene Hühnerstall ist nicht fertig ausgebaut, hat jedoch ebenfalls ein Satteldach. Der Fußboden des rund 3,5 m breiten und 6 m langen Gebäudes besteht aus festgestampften Erdboden und die Außenwände aus Schiffsplanken. Der Kartoffelschuppen hat die gleiche Fassade und ebenfalls ein Satteldach. Das um 1910 gebaute und mit einem Betonfußboden ausgestattete Gebäude wurde zum Lagern von Obst und Gemüse genutzt. Es ist 16 Fuß (rund 5 m) breit und 22 Fuß (rund 6,7 m) lang.
Das kleinste Bauwerk ist das Toilettenhäuschen, es ist rund 1,8 m breit und etwa 2,4 m lang. Es wurde etwa von 1910 ab bis in die 1950er Jahre genutzt. Im Innern gab es drei Plumpsklos. Die Fassade war aus Schiffsplanken gefertigt und das Dach aus Zedernschindeln. Das Pumpenhaus hat eine Gründung aus Backsteinen, auch die darin befindliche Brunnenstube ist mit Backsteinen eingefasst. Es handelt sich um eine Holzrahmenkonstruktion, die etwa um 1910 gebaut wurde und ein Walmdach mit Schindeln aus einem Verbundwerkstoff hat. Das Pumpenhaus wurde zur Bewässerung der Farm verwendet.
Etwa zur selben Zeit entstand das Räucherhaus, das auf dieselbe Weise gebaut war, wie der Hühnerstall. Es ist 2,5 m breit und 3,2 m lang. Das Dach ist mit Schindeln aus Zedernholz gedeckt. Das einzige Bauwerk aus Backsteinen diente dem Eindosen von Konserven, als Speisekammer und als Sommerküche. Das nur 1,3 m² große Bauwerk hat ebenfalls ein Satteldach mit einem hölzernen Schlot zur Ventilation. Die Außenseite ist verputzt.
Das neueste Gebäude der Farm ist die in den 1920er Jahren erbaute Garage. Sie hat ein Satteldach, freistehende Dachsparrenenden, ist mit waagrechten Holzbohlen verkleidet und mit Schindeln gedeckt. Das 24 Fuß (7,2 m) breite und 16 Fuß (4,8 m) lange Bauwerk steht zwischen Farmhaus und Scheune. Die Zufahrt liegt an der Südseite. Ein großer Ferkelnussbaum (Carya glabra) und Schwarznussbäume spenden der Garage Schatten.

## Belege
1. 1 2 3  Michelle Trappen:  Farm near Hillsboro named historic In: The Oregonian, 25. Oktober 2007. Abgerufen am 19. Juli 2011 (englisch).
2. ↑  David Bogan: Washington County farm listed in National Register of Historic Places. In: Oregon Parks and Recreation Department News. Oregon Parks and Recreation Department, 26. Oktober 2007, archiviert vom Original am 23. Juli 2011; abgerufen am 19. Juli 2011.
3. 1 2 3 4 5 6 7 8 9 10 11 12 13 14 15 16 17 18 19 20 21  Georganne Sahaida: National Register of Historic Places Registration Form: Manning-Kamna Farm. In: Boundless Oregon. University of Oregon Libraries, archiviert vom Original am 29. November 2014; abgerufen am 19. Juli 2011 (englisch).  Info: Der Archivlink wurde automatisch eingesetzt und noch nicht geprüft. Bitte prüfe Original- und Archivlink gemäß Anleitung und entferne dann diesen Hinweis.
4. 1 2 3 4 5 6 7 8 9 10 11 12 13 14  Oregon Historic Sites Database: Site Information: Manning-Kamna Farm. Oregon Department of Parks and Recreation, abgerufen am 19. Juli 2011 (englisch).